# New Jersey (album)
Pour l’article homonyme, voir New Jersey.
Albums de Bon Jovi
Slippery When Wet
(1986) Hard & Hot
(1991)
Singles
1. Bad Medicine
Sortie : 3 septembre 1988
2. Born to Be My Baby
Sortie : 24 novembre 1988
3. I'll Be There for You
Sortie : 4 avril 1989
4. Lay Your Hands on Me
Sortie : 1er août 1989
5. Living in Sin
Sortie : 11 novembre 1989

New Jersey est le 4e album studio de Bon Jovi sorti en septembre 1988. L'album se classa à la première position au Billboard 200 le 15 octobre 1988. L'album atteignit aussi la première place en Suisse, en Suède, en Australie et en Nouvelle-Zélande.

## Liste des titres
| No  | Titre                 | Auteur                                 | Durée |
| --- | --------------------- | -------------------------------------- | ----- |
| 1.  | Lay Your Hands on Me  | Jon Bon Jovi, Richie Sambora           | 6:03  |
| 2.  | Bad Medicine          | Bon Jovi, Sambora, Desmond Child       | 5:19  |
| 3.  | Born to Be My Baby    | Bon Jovi, Sambora, Child               | 4:40  |
| 4.  | Living in Sin         | Bon Jovi                               | 4:39  |
| 5.  | Blood on Blood        | Bon Jovi, Sambora, Child               | 6:16  |
| 6.  | Homebound Train       | Bon Jovi, Sambora                      | 5:10  |
| 7.  | Wild Is the Wind      | Bon Jovi, Sambora, Child, Diane Warren | 5:08  |
| 8.  | Ride Cowboy Ride      | Captain Kidd, King of Swing            | 1:25  |
| 9.  | Stick to Your Guns    | Bon Jovi, Sambora, Holly Knight        | 4:45  |
| 10. | I'll Be There for You | Bon Jovi, Sambora                      | 5:46  |
| 11. | 99 in the Shade       | Bon Jovi, Sambora                      | 4:29  |
| 12. | Love for Sale         | Bon Jovi, Sambora                      | 3:58  |

## Composition du groupe
- Jon Bon Jovi : chant, harmonica
- Richie Sambora : guitare, chant
- Alec John Such : basse
- David Bryan : claviers
- Tico Torres : batterie

## Titres non retenus pour l'album
Dans le cadre du projet d'album New Jersey, 70 chansons ont été écrites. Seuls 12 titres ont été retenus.
Voici la liste (non exhaustive) des titres que Bon Jovi laissa de côté :
1. Love Is War
2. Let's Make It Baby
3. Judgement Day
4. River of Love
5. Now and Forever
6. Growing Up the Hard Way
7. Does Anybody Really Fall in Love Anymore
8. Rosie
9. Diamond Ring
10. Backdoor to Heaven
11. Love Hurts
12. Born to Be My Baby (version acoustique)
13. House of Fire
14. In America

- Love Is War a été totalement enregistré et a figuré sur une face B de single. Il s'agit de la première chanson composée pour le quatrième album du groupe, "avec la peur au ventre", dixit Jon Bon Jovi. Il était d'ailleurs furieux de voir que ce titre ressemblait énormément à You Give Love a Bad Name : même accords, même progression. La version démo toujours inédite est néanmoins très différente, avec un pont et un refrain différents.
- Let's Make It Baby a été proposé sur la ressortie de These Days en 1996, l'album profitant de huit nouvelles pistes dont cet inédit studio. Il existe deux versions de cette chanson, celle sortie en 1996 et une autre avec une talk-box et un texte assez porno. Les fans ont surnommé cette version la X-rated version.
- Diamond Ring a été réenregistré pour l'album These Days en 1995.
- Rosie a été enregistré par Richie Sambora pour album solo Stranger In This Town en 1991 car il avait regretté que ce titre ne figure pas sur New Jersey. La version du guitariste est beaucoup plus dynamique que l'originale. Il souhaitait ainsi montrer la différence entre son projet solo très bluesy et son groupe nourricier.
- Does Anybody Really Fall in Love Anymore est une ballade offerte à Cher et à Kane Roberts qui fut guitariste chez Alice Cooper. Il existe donc trois versions de cette chanson.
- House of Fire a été offert à Alice Cooper pour son album Trash sorti en 1989. Curieusement, cette chanson est créditée Alice Cooper / Joan Jett. Une autre chanson, cocomposée par Alice Cooper, Desmond Child, Jon Bon Jovi et Richie Sambora figure sur l'album : Hell Is Living Without You. Par contre, The Ballad Of Alice Cooper, "ce qu'on a écrit de mieux hors Bon Jovi" selon Jon Bon Jovi, n'a jamais figuré nulle part, même s'il en existe une très courte version démo.

## Autour de l'album
- Plutôt que de répéter la formule musicale de Slippery When Wet, Jon Bon Jovi et Richie Sambora ont tenté d'élargir le spectre sonore du groupe. Malgré tout, le premier composé pour cet album, Love Is War, inquiétait beaucoup le chanteur à cause de sa similitude avec You Give Love a Bad Name, l'un des hits de l'album précédent. Mais le travail paya et le travail de composition permis de stocker 70 chansons en trois mois.
- Comme pour l'album précédent, le groupe fit appel à des fans pour décider du choix de certains titres, par manque de recul : les fans choisirent Wild is the Wind et Stick to Your Guns, deux titres que Jon Bon Jovi pensait garder pour un disque futur.
- Le groupe a enregistré 22 chansons en quatre jours. L'idée de départ était de réaliser un double album mais le label Polygram s'y opposa fermement, car le pari financier était risqué, les doubles albums ne se vendant pas bien. Il fallut donc faire un choix au niveau des chansons, tout en proposant un large éventail de sonorités.
- Desmond Child retravailla à la composition et plusieurs titres finirent sur l'album. Diane Warren a également coécrit un titre.
- Ride CowBoy Ride a été enregistré pour donner l'illusion d'un vieux 45 tours grésillant. Le titre est écrit par Jon Bon Jovi / Richie Sambora sous des pseudonymes.
- Diamond Ring, l'un des titres composés pour cet album, a fini par sortir sur l'album These Days en 1995, dans une version acoustique légèrement différente de celle de 1988. Un autre subside des sessions de l'album, Let's Make It Baby, sortira en 1996 sur une édition spéciale de These Days. Le groupe mettra le titre inédit Love Is War sur une face-B fin 1989, ainsi qu'une version acoustique de Born to Be My Baby.
- Jon Bon Jovi a déclaré que s'il avait bien fait une erreur dans sa carrière, c'était d'avoir appelé cet album New Jersey, ce qui avait donné lieu à de nombreuses filiations avec Bruce Springsteen, un autre musicien de ce petit État américain. Pourtant, à écouter la version acoustique de Born to Be My Baby, on ne peut nier le quasi-plagiat d'un titre du boss, The River, que ce soit musicalement ou textuellement.
- Cinq singles ont été tirés de l'album, et deux furent numéro un aux États-Unis : Bad Medicine et I'll Be There for You.
- Dans la vidéo accompagnant le single Bad Medicine, le groupe fait le pari de l’autodérision. La vidéo débute avec un homme (l’acteur Sam Kinison) qui demande à une foule venue assister à un live de Bon Jovi, « Vont-ils encore nous ressortir un de leurs clips dans lesquels des beaux gosses chantent et dansent ? Vous êtes capables de mieux non ? » Ceci a alors pour effet d’exciter la foule, dont les membres se voient remettre des caméras afin de tourner une vidéo encore plus délirante.
- Le clip de Living in Sin a été banni de MTV à cause d'une scène où un couple s'embrasse enlacé dans les vagues.
- Le groupe a offert à Alice Cooper la chanson inédite House of Fire pour son album Trash en 1989. Mais probablement pour ne pas faire penser aux fans qu'il veut adoucir temporairement sa musique, Alice Cooper décide de créditer la chanson Alice Cooper / Joan Jett. Une autre chanson inédite servira à Cher et à Kane Roberts : Does Anybody Really Fall in Love Anymore.
- On peut nommer aisément une douzaine de chansons que le groupe a laissé de côté qui sont parues sur des bootlegs, à divers stade du processus d'enregistrement de l'album.